# Le Bal de l'empereur
Pour plus de détails, voir Fiche technique et Distribution.
Le Bal de l'empereur (titre original : Kaiserball) est un film autrichien réalisé par Franz Antel, sorti en 1956.

## Synopsis
La princesse Christine de Schenckenberg-Nürtlingen doit être fiancée au comte impérial de Hohenegg. L'archiduc Benoît, un ancien ami de sa mère, agit comme médiateur. À cette fin, Christine et sa mère se rendent à Bad Ischl, où séjournent son futur mari et l'archiduc, car il est censé ouvrir le "Kaiserball" annuel au nom de Sa Majesté l'Empereur. Cependant, Christine, arrivée incognito, tombe amoureuse du comte prussien von der Görtzen, qui séjourne également à Bad Ischl et est également un ami proche du comte impérial von Hohenegg.

## Fiche technique
- Titre : Le Bal de l'empereur
- Titre original : Kaiserball
- Réalisation : Franz Antel
- Scénario : Karl Leiter, Jutta Bornemann (de)
- Photographie : Hans Heinz Theyer
- Montage : Arnfried Heyne
- Musique : Johannes Fehring, Hans Lang, Heinz Musil, Lotar Olias (de)
- Décors : Otto Pischinger
- Société de production : Neusser Film
- Société de distribution : Gloria Film
- Pays de production :  Autriche
- Format : Couleur — 35 mm — 1,33:1 — Son : Mono
- Genre : Film romantique, Film musical
- Durée : 95 minutes[1]
- Dates de sortie :  
  - Autriche : 10 septembre 1956
  - Allemagne de l'Ouest : 19 octobre 1956
  - Danemark : 18 septembre 1957

## Distribution
- Sonja Ziemann : Franzi
- Rudolf Prack : Reichsgraf Georg von Hohenegg
- Hannelore Bollmann : Prinzessin Christine
- Maria Andergast : Fürstin zu Schenckenberg
- Jane Tilden : Gräfin Reichenbach
- Ilse Peternell : la directrice
- Bully Buhlan (de) : Graf Baranyi
- Hans Olden (de) : Erzherzog Benedikt
- Rolf Olsen : Jean Müller
- Paul Löwinger : Portier Bichler
- Thomas Hörbiger : Willi
- C. W. Fernbach : Officier
- Raoul Retzer : Kriminalkommissär
- Hans Moser : Portier Rienössl